# Ragnhildur Gísladóttir
Ragnhildur Gísladóttir, född 7 oktober 1956 är en isländsk sångerska, som sjungit i grupperna Brimkló, Grýlurnar och Stuðmenn.

## Fotnoter
1. ↑  Česko-Slovenská filmová databáze, 2001, ČSFD person-ID: 276051.[källa från Wikidata]
2. 1 2 3 4  läs online, www.ismus.is .[källa från Wikidata]
3. ↑  Ellefu sæmd fálkaorðu (på isländska), Morgunblaðið, läs online.[källa från Wikidata]